# Isocoma
Isocoma es un género de 14 especies de semi arbustos arbolados perteneciente a la familia (Asteraceae) se encuentran en las regiones semiáridas del sudeste de EE. UU. y  México.
Especies de Isocoma se utilizan como alimento de las larvas de algunas especies de  Lepidopteras, incluyendo Schinia bicuspida (que come de  I. drummondii), Schinia erosa (come exclusivamente de  I. acradenia) y Schinia tertia (que come de I. pluriflora).
Etimología
Isocoma: nombre genérico que deriva del griego y significa
"un mechón de pelos iguales", en referencia a las flores.

## Especies
- Isocoma acradenia
- Isocoma arguta Greene
- Isocoma azteca Nesom
- Isocoma coronopifolia (Gray)
- Isocoma drummondii (Torr. & Gray) Greene
- Isocoma humilis Nesom
- Isocoma menziesii (Hook. & Arn.)
- Isocoma pluriflora (Torr. & Gray) Greene
- Isocoma reneta (H. B. K.) Greene
- Isocoma rusbyi Greene
- Isocoma tenuisecta Greene
- Isocoma veneta (Kunth) Greene